# 1957년 독일 연방의회 선거
1957년 서독 총선은 1957년 독일연방공화국에서 치러진 총선이다.
선거는 극단적으로 양극화되었다. 콘라트 아데나워 총리는 독일 사회민주당의 승리가 곧 독일의 사회주의화를 의미하며, 이것은 독일의 파국을 이끌것이라고 주장했다. 반면 사회민주당은 아데나워의 강력한 재무장 의지와 핵무기 도입 소극적 찬성을 근거로 들어 그가 군국주의자라고 비판했다. 그러나 독일 사회민주당의 바람과는 달리 선거 국면은 기민련에게 유리하게 돌아갔다. 1957년 1월 1일 자르 보호령이 자를란트주로 독일에 복귀한것을 들어 기민련은 아데나워의 성공적 외교정책을 강조하였다. 아데나워의 노인연금 개혁 역시 혁신적이었으며, 이때의 개혁안은 독일의 복지체제를 구축하는데 아주 큰 영향을 끼쳤다고도 평가된다. 기민련은 더이상의 실험은 안된다(Keine Experimente)라는 유명한 구호로 선거에 임했지만 사민당은 원색적 비난만 한다는 평가를 들었다. 이러한 분위기속에서 아데나워의 기민련은 압도적 승리를 거두었다.
역사상 최초이자 마지막으로 독일 기독교민주연합은 50.2%를 득표해 원내 단일 과반정당이 되었다. 사회민주당도 의석을 늘렸지만 기민련과 18.4%p 차이를 내주면서 사실상 참패하였다. 결국 에리히 올렌하우어는 총선 참패에 책임을 지고 사실상 모든 전권을 내려놓게 된다. 공식적으로 의장직을 내려놓은 것은 그가 사망한 1963년이었으나, 당에서의 실권은 없었던 말 그대로의 명예의장 정도로 전락한다. 이때 사회민주당에서 차기 리더로 급부상한 것이 바로 빌리 브란트였다.
기민련은 단독과반을 달성했음에도 안정적인 국정 행사를 위해 독일당과 연정했다. 한편, 독일 공산당과 사회주의 제국당은 위헌판정을 받고 해산되어 선거 참가에 실패했다. 이후 극좌정당이 다시 의회에 진출한것은 1990년, 극우정당이 의회에 진출한것은 2017년이었다.

## 선거 결과
독일 연방의회 선거 결과 (1957.9.15)
| 정당      | 정당                                  | 지역구     | 지역구 | 지역구 | 지역구 | 지역구 | 전국구     | 전국구 | 전국구 | 전국구 | 전국구 | 의석 | 의석 | 의석 |
| 정당      | 정당                                  | 득표       | %      | +/−    | 의석   | +/−    | 득표       | %      | +/−    | 의석   | %      | +/−  | 의석 | %    |
| --------- | ------------------------------------- | ---------- | ------ | ------ | ------ | ------ | ---------- | ------ | ------ | ------ | ------ | ---- | ---- | ---- |
|           | 독일 기독교 민주연합 (CDU)            | 11,975,400 | 39.7   | +4.9   | 147    | +17    | 11,875,339 | 39.7   | +3.3   | 68     | +7     | 222  | +25  | 42.8 |
|           | 독일 사회민주당 (SPD)                 | 9,651,669  | 32.0   | +2.5   | 46     | +1     | 9,495,571  | 31.8   | +3.0   | 123    | +17    | 181  | +19  | 34.9 |
|           | 자유민주당 (FDP)                      | 2,276,234  | 7.5    | −3.3   | 1      | −13    | 2,307,135  | 7.7    | −1.8   | 40     | +6     | 44   | −9   | 8.5  |
|           | 바이에른 기독교 사회연합 (CSU)        | 3,186,150  | 10.6   | +1.7   | 47     | +5     | 3,133,060  | 10.5   | +1.7   | 8      | −2     | 55   | +3   | 10.6 |
|           | 독일당 (DP)                           | 1,062,293  | 3.5    | −0.4   | 6      | −4     | 1,007,282  | 3.4    | +0.1   | 11     | +6     | 17   | +2   | 3.3  |
|           |                                       |            |        |        |        |        |            |        |        |        |        |      |      |      |
|           | 전독일블록/권리퇴출자연대 (GB/BHE)    | 1,324,636  | 4.4    | −1.5   | 0      | ±0     | 1,374,066  | 4.6    | −1.3   | 0      | −27    | 0    | −27  | 0    |
|           | 독일 우파당 (DRP)                     | 290,622    | 1.0    | +0.3   | 0      | ±0     | 308,564    | 1.0    | −0.1   | 0      | ±0     | 0    | ±0   | 0    |
|           | 남슐레스비히홀슈타인 유권자연합 (SSW) | 33,463     | 0.1    | −0.1   | 0      | ±0     | 32,262     | 0.1    | −0.1   | 0      | ±0     | 0    | ±0   | 0    |
|           | 기타 정당                             | 355,747    | 1.2    | +1.1   | 0      | ±0     | 372,149    | 1.3    | +1.3   | 0      | ±0     | 0    | ±0   | 0    |
|           |                                       |            |        |        |        |        |            |        |        |        |        |      |      |      |
| 무효/기권 | 무효/기권                             | 916,680    |        |        |        |        | 1,167,466  |        |        |        |        |      |      |      |
| 전체      | 전체                                  | 31,072,894 | 100    | ±0.0   | 247    | +5     | 31,072,894 | 100    | ±0.0   | 250    | +5     | 519  | +10  | ±0   |

독일 기독교 민주연합과 바이에른 기독교 사회연합만으로 단독과반을 차지하면서 정권 재창출에 성공한다.